# John Hunter (chirurgien)
Pour les articles homonymes, voir John Hunter.
John Hunter, né le 13 février 1728 à Long Calderwood et mort le 16 octobre 1793 à Londres, est un chirurgien britannique, avocat fervent de la méthode expérimentale en médecine.

## Biographie
Hunter naît à Long Calderwood près de East Kilbride, plus jeune fils de dix enfants. Son frère aîné est William Hunter. À partir de 1748 il étudie, enseigne et pratique la médecine à Londres d'abord avec son frère. En 1755 il étudie au St Mary Hall de l'université d'Oxford mais ne reste pas pour obtenir son doctorat. Bien que son frère soit l'un des propriétaires de l'école d'anatomie, John effectue la plus grande part des interventions sous sa supervision.
Il devient chirurgien militaire en 1760 et passe trois ans en France et au Portugal.
Hunter est un très bon anatomiste ; ses connaissances et son habileté en chirurgie s'appuient sur ces connaissances approfondies. Dans ces contributions principales on compte des études sur :
- les dents et la chirurgie dentaire,
- les inflammations,
- les blessures par balles,
- les maladies vénériennes,
- la digestion,
- le développement du fœtus,
- la démonstration que le système sanguin d'une mère et du fœtus sont séparés,
- le rôle du système lymphatique.

Après des années de labeur, Hunter ouvre son école d'anatomie à Londres en 1764. Il est élu membre de la Royal Society en 1767 et l'année suivante chirurgien du St George's Hospital. En 1768 il devient membre du Royal College of Surgeons puis en 1776 chirurgien de George III et en 1789 chirurgien général de l'armée britannique.
En 1771, il épouse Anne Home, fille de Robert Boyne Home et sœur d'Everard Home. Ils ont quatre enfants, l'un d'eux, Agnes, se marie avec le général James Campbell.
En 1780, il forge les termes de caractères sexuels primaires et secondaires pour désigner les différences sexuelles.
En 1783, il déménage à Leicester Square, place où se trouve aujourd'hui une statue de Hunter. Le plus grand espace lui permet d'arranger sa collection de 14 000 préparations et de plus de 500 espèces de plantes et d'animaux dans un musée.
Considéré, à son époque, comme la principale autorité en matière de maladies vénériennes, il croyait que la gonorrhée et la syphilis étaient causées par un même agent pathogène. Vivant à une époque où les médecins expérimentaient fréquemment sur eux-mêmes, il faisait l’objet d’une légende souvent répétée affirmant qu’il s’était inoculé la gonorrhée, en utilisant une aiguille contaminée par la syphilis sans le savoir. Quand il a contracté à la fois la syphilis et la gonorrhée, il a prétendu qu’elle prouvait sa théorie erronée qu’il s’agissait de la même maladie vénérienne sous-jacente. L’expérience, rapportée dans le Traité de Hunter sur les maladies vénériennes (partie 6, section 2, 1786), ne mentionne pas cette auto-expérimentation, car cette expérience a probablement été réalisée sur un tiers. En raison de sa réputation, les connaissances concernant la véritable nature de la gonorrhée et de la syphilis furent mises en échec jusqu’aux travaux de Philippe Ricord, 51 ans plus tard,.
Il avait la réputation d'être un orateur carré d'une nature argumentative. Il meurt en 1793 de la suite d'une défaillance cardiaque lors d'une discussion à l'hôpital St George sur l'admission des étudiants. En 1799, le gouvernement achète ses collections et les présente à la Company of Surgeons.
Après sa mort, il fut enterré dans l'église St Martin-in-the-Fields ; mais en 1859 sa dépouille fut transférée à l'abbaye de Westminster, et y enterrée le 28 mars.